# Puzhathi
Puzhathi es una ciudad censal situada en el distrito de Kannur en el estado de Kerala (India). Su población es de 35212 habitantes (2011). Se encuentra a 4 km de Kannur.

## Demografía
Según el censo de 2011 la población de Puzhathi era de 35212 habitantes, de los cuales 16924 eran hombres y 18288 eran mujeres. Puzhathi tiene una tasa media de alfabetización del 95,66%, superior a la media estatal del 94%: la alfabetización masculina es del 97,58%, y la alfabetización femenina del 93,90%.